# Dorylus emeryi
Dorylus emeryi é uma espécie de formiga do gênero Dorylus.